# Naturliga logaritmen

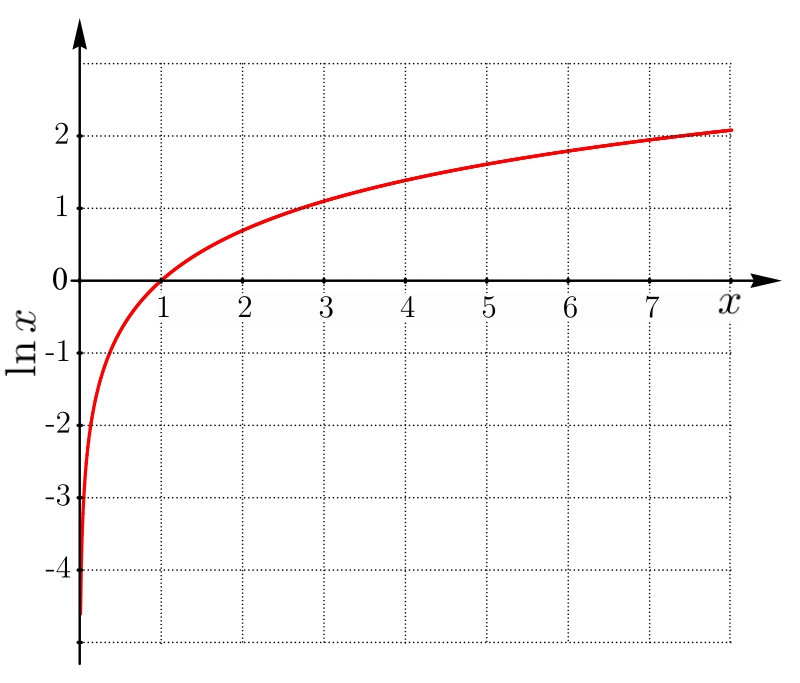
Naturliga logaritmen

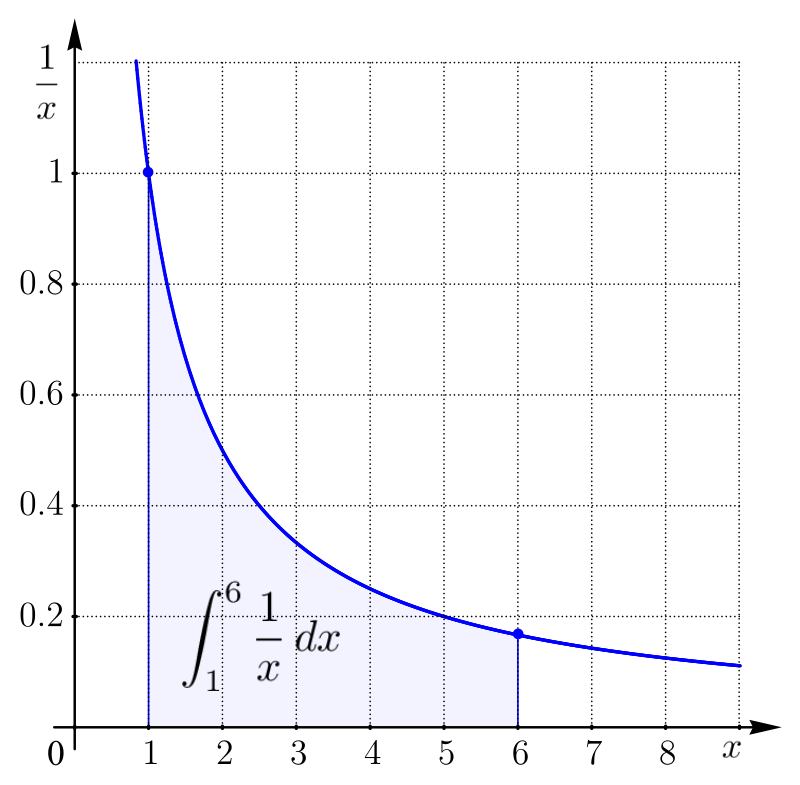
Hyperbeln y = 1/x (blå kurva) och arean från x = 1 till 6 (skuggad). Denna area är lika med den naturliga logaritmen av 6.

Naturliga logaritmen är en logaritm med basen e,  ett transcendent tal approximativt lika med 2,718. Den naturliga logaritmen av ett tal x skrivs ofta ln(x) och är definierad för alla strikt positiva tal.
Den naturliga logaritmfunktionen är en reellvärd funktion av en reell variabel:
{\displaystyle \mathrm {e} ^{\ln x}=x\qquad {\mbox{om }}x>0}
{\displaystyle \ln \mathrm {e} ^{x}=x}
I likhet med alla logaritmiska funktioner, mappas multiplikation till addition:
{\displaystyle \ln(xy)=\ln x+\ln y}
Naturliga logaritmen kan definieras med integralen
{\displaystyle \ln x=\int _{1}^{x}{\frac {1}{t}}dt}
Ett tidigt omnämnande av naturlig logaritm gjordes av Nicholas Mercator i verket Logarithmotechnia 1658, men matematikläraren John Speidell hade redan 1619 sammanställt en tabell över naturliga logaritmer.

## Egenskaper
- {\displaystyle \ln \mathrm {e} =1}
- {\displaystyle \ln(xy)=\ln x+\ln y;\quad \quad x>0,\ y>0}
- {\displaystyle \ln {\frac {x}{y}}=\ln x-\ln y;\quad \quad x>0,\ y>0}
- {\displaystyle \ln x<\ln y;\quad \quad 0<x<y}
- {\displaystyle \lim _{x\to 0}{\frac {\ln(1+x)}{x}}=1}
- {\displaystyle \lim _{n\to 0}{\frac {x^{n}-1}{n}}=\ln x}
- {\displaystyle \ln x^{y}=y\,\ln x;\quad \quad x>0}
- {\displaystyle {\frac {x-1}{x}}\leq \ln x\leq x-1;\quad \quad x>0}
- {\displaystyle \ln {(1+x^{\alpha })}\leq \alpha x;\quad \quad x\geq 0,\ \alpha \geq 1}

## Derivata och taylorserier

Taylorpolynomen för ln(1 + x) ger noggranna approximationer endast i intervallet −1 < x ≤ 1. Notera att, för x > 1, ger taylorpolynomen av högre gradtal sämre approximationer

Den naturliga logaritmens derivata ges av
{\displaystyle {\frac {\mathrm {d} }{\mathrm {d} x}}\ln(x)={\frac {1}{x}}}
Bevis:
{\displaystyle {\frac {\mathrm {d} }{\mathrm {d} x}}\ln(x)=\lim _{h\to 0}{\frac {\ln(x+h)-\ln(x)}{h}}}
{\displaystyle =\lim _{h\to 0}{\frac {\ln({\frac {x+h}{x}})}{h}}}
{\displaystyle =\lim _{h\to 0}\left[{\frac {1}{h}}\ln \left(1+{\frac {h}{x}}\right)\right]\quad }
{\displaystyle =\lim _{h\to 0}\ln \left(\left[1+{\frac {h}{x}}\right]^{\frac {1}{h}}\right)}
Låt {\displaystyle u={\frac {h}{x}}\Rightarrow ux=h}
{\displaystyle {\frac {1}{h}}={\frac {1}{ux}}}
{\displaystyle {\frac {\mathrm {d} }{\mathrm {d} x}}\ln(x)=\lim _{u\to 0}\ln \left([1+u]^{\frac {1}{ux}}\right)}
{\displaystyle =\lim _{u\to 0}\ln \left(\left[[1+u]^{\frac {1}{u}}\right]^{\frac {1}{x}}\right)}
{\displaystyle ={\frac {1}{x}}\lim _{u\to 0}\ln \left([1+u]^{\frac {1}{u}}\right)}
Låt {\displaystyle n={\frac {1}{u}}\Rightarrow u={\frac {1}{n}}}
{\displaystyle {\frac {\mathrm {d} }{\mathrm {d} x}}\ln(x)={\frac {1}{x}}\lim _{n\to \infty }\ln \left(1+{\frac {1}{n}}\right)^{n}}
{\displaystyle ={\frac {1}{x}}\ln \left(\lim _{n\to \infty }\left(1+{\frac {1}{n}}\right)^{n}\right)}
{\displaystyle ={\frac {1}{x}}\ln \mathrm {e} \ =\ {\frac {1}{x}}}
Detta leder till taylorserierna för ln(1 + x) kring 0 (också kända som mercatorserierna):
{\displaystyle \ln(1+x)=\sum _{n=1}^{\infty }{\frac {(-1)^{n+1}}{n}}x^{n}=x-{\frac {x^{2}}{2}}+{\frac {x^{3}}{3}}-\cdots \ ;\qquad \left|x\right|\leq 1,\ x\neq -1}